# Communauté allemande en France
La communauté allemande en France désigne les Français d'ascendance allemande et les personnes nées en Allemagne qui vivent en France.
Les principales destinations des migrants allemands vers la France, à part Paris, sont les environs de la frontière franco-allemande, le sud de la France et la Corse. La France fut aussi un espace de transit vers les Amériques, notamment par le port du Havre.
Les premières émigrations d'Allemands sont datées des années 1683 mais sont alors peu dirigées vers la France. Ceux qui se dirigent vers l'Hexagone profitent de l'édit de Tolérance. Il faut attendre la période située entre la fin de la guerre Franco-Prussienne et le déclenchement de la Première guerre mondiale pour voir l'émigration se développer, car elle devient plus abordable.

## Définir l'Allemand
Par le terme communauté allemande, la notion recouverte est celle des étrangers originaires d’Allemagne qui résident en France.
L’Allemagne n’existant pas avant le traité de Francfort, signé le 10 mai 1871, le terme est fait par commodité. Il existe bien des usages du mot allemand avant cette date, y compris par des instances officielles de l’État, mais il recouvre des réalités très diverses. Il fut souvent utilisé pour désigner l’ensemble des sujets résidant en France germanophone, couvrant sous cette appellation aussi bien Suisse, les Allemands qu’une partie des Italiens. Il reste compliqué de trouver une appellation unique, autre que celle d'Allemands. Il est possible d’envisager, avant le traité de Francfort, d’appeler ces sujets par le nom de leur État d’origine. Ce qui provoquera l’apparition d’une multitude de termes.

Second empire allemand, de 1871, date de sa création, à 1918, date de sa disparition.

Et cela ne résoudrait en rien les problèmes, comme a pu le rapporter Jean-Claude Gaussent lors de l’étude des « Hanovriens » présents à Sète à la fin du XIXe siècle. Il explique que le « terme est d’abord appliqué aux immigrés originaires de Hanovre. […] Il qualifie ensuite tous les étrangers venus d’Allemagne du Nord »
Un dernier point sur la définition de la communauté allemande réside dans le traité de Francfort, et plus précisément dans son article 2 : « Les sujets français, originaires des territoires cédés, domiciliés actuellement sur ce territoire, qui entendront conserver la nationalité française, jouiront jusqu’au 1er octobre 1872, et moyennant une déclaration préalable faite à l’autorité compétente, de la faculté de transporter leur domicile en France et de s’y fixer, sans que ce droit puisse être altéré par les lois sur le service militaire, auquel cas la qualité de citoyen français leur sera maintenue ». La communauté allemande résidant en France s’est donc agrandi à l’ensemble des Alsaciens-Lorrains n’ayant pas été déclaré optant pour la nationalité française avant le 1er octobre 1872.

## Histoire

### Restauration et monarchie de juillet

#### Population et désignation
Au début du XIXe siècle, la République française a principalement deux communautés germanophones sur son territoire : les Alsaciens et les Lorrains germanophones. On estime leur nombre à 776 041 Alsaciens et 260 457 Lorrains en 1806, soit 1 036 498 personnes en tout.
Dans son mémoire adressé au ministre de l'Intérieur en 1804, le préfet de la Meurthe utilise le terme de « race allemande » pour désigner les autochtones qui vivent dans le Nord-Est du département. Dans d'autres ouvrages français du XIXe siècle, les Alsaciens et les Lorrains germanophones sont parfois désignés sous le terme d'« Allemands », non pas dans le sens de « nationalité », mais en référence aux dialectes qu'ils parlent,. Le terme « allemand » n'avait pas encore le sens qu'il a pris après 1870 avec l'Unité allemande.

#### 1820 - 1848

##### Migrations économiques (à partir de 1820)
Les Alsaciens et Lorrains ne sont pas les seules populations germanophones présentes en France. À partir du XIXe siècle, les sujets des territoires composant la future Allemagne émigrent vers la France. La principale raison est la crise agricole touchant le pays au début des années 1820. On estime que 30 000 Allemands sont présents en France en 1820, ils sont déjà 180 000 en 1848, dont 60 000 dans la seule ville de Paris. Il s'agit là de la première immigration économique de masse que connut la France métropolitaine.
Ces migrants économiques donnent lieu à différents récits attestant de la pauvreté du mouvement : « Leurs voitures étaient chargées de vieilles armoires, de bois de lit, de chaises, de commodes. De grandes toiles, étendues sur des arceaux, couvraient le tout, de petits enfants assis sur des bottes de paille, et de pauvres vieilles toutes décrépites […]. Derrière arrivaient les hommes […] les reins courbés, la tête nue, appuyés sur des bâtons ». Ce genre de présentation d'émigrants pauvres est attestée dans la plupart des villes portuaires servant d'ouverture vers les États-Unis. La France n'était ainsi pas seulement un lieu de refuge et d'arrivée, mais aussi un espace de transit. Un grand nombre d'Allemands passèrent ainsi par la France pour rejoindre les Amérique par le port du Havre. Ils sont 7 800 à embarquer en 1839, et déjà 19 600 en 1844.
Il y eut aussi un flux important de compagnons et d'artisans qui venaient en France pour leur formation. Ils devinrent cependant des exilés politiques à partir de 1835, date où la diète de Francfort interdit de séjourner dans des pays où les associations politiques sont tolérées.

##### Exils politiques (1830 - 1840)
Le retour de la censure et de l'autoritarisme de Metternich suscite une nouvelle émigration allemande constituée surtout d'opposants, de socialistes, de libéraux. Un grand nombre d'intellectuels et de personnalités économiques s'installent de ce fait à Paris. Dès 1844 est créée à Paris, une association des médecins allemands. Intégrée dans les réseaux français (elle signe un accord avec la Gazette hebdomadaire de médecine et de chirurgie en 1854) elle reste en contact avec les scientifiques d'Allemagne (affiliée à l'Académie Impériale Leopoldina-Carolina de la Halle en 1853) et comprend 761 adhérents allemands à son apogée. Parmi les personnalités socialistes présentes en France, il est possible d'évoquer Karl Marx qui y séjourne de 1843 à 1845.
Les exils politiques concernent cependant aussi les Juifs, menacés par le retour de l'antisémitisme en Allemagne. Ils sont en effet déchus de leurs droits civiques en Allemagne et en Autriche depuis le Congrès de Vienne. De nombreuses personnalités de cette confession se retrouvent donc à Paris. Il est ainsi possible d'évoquer Heinrich Heine - quoique convertit au protestantisme -, arrivé en 1831, qui y écrit notamment ses Lettres de Paris. Ces personnalités de l'opposition allemande sont cependant accueillie avec circonspection par les autorités françaises qui voient en eux de nouveaux opposants possibles. Ainsi, Heine n'obtint jamais la nationalité française malgré ses demandes régulières.

### Après la révolution de 1848

#### Le Printemps des Peuples
La révolution de février 1848 est un évènement majeur de la politique française en abolissant définitivement la monarchie. Les différents commentateurs étrangers à Paris, notamment Heine, ont contribué à diffuser cette impression.

##### Départs
Après leur participation à la révolution parisienne, le printemps de peuples s'étant aussi partiellement déroulé en Allemagne, un certain nombre d'exilés allemands revinrent dans leur pays pour combattre auprès des armées insurrectionnelles. C'est ainsi que l'on peut citer les 2 000 ouvriers de la légion allemande qui sont cependant écrasés le 26 avril par les troupes fédérées des États du Sud.
Par ailleurs, la vague de xénophobie - notamment dans les régions frontalières contre les Juifs allemands - et la crise économique qui suivit la révolution conduisit au chômage un certain nombre de travailleurs allemands à Paris qui durent revenir dans leur pays.

##### Arrivées
La révolution de 1848 attire un certain nombre d'intellectuels allemands, curieux d'y participer ou d'y assister. Karl Marx obtient un sauf-conduit de Ferdinand Flocon et revient à Paris le 3 mars 1848.
Les troupes allemandes écrasées après l'échec de la révolution en Allemagne causèrent un nouvel afflux d'allemands réprimés après l'échec du printemps des peuples. Il y eut par exemple 400 réfugiés dès les premiers jours de mai à Besançon. Ces réfugiés étaient généralement bien accueillis par la population (créations d'associations, soutien des élus locaux, distribution d'aides économiques, etc). Cependant, leur séjour se prolongeant, des oppositions commencent à s'exprimer car ils font concurrence aux ouvriers français dans certains secteurs (aux tailleurs de Besançon par exemple). A partir du 31 mars le gouvernement annonce la fin des subsides distribués aux réfugiés arrivés après le début de la révolution de février. Le 18 mai, il invite à restreindre autant que possible les entrées de réfugiés.

#### Le Second Empire

##### Flux
Le recensement de 1851 révèle la présence de 12 000 Allemands à Paris (contre 60 000 en 1848). Cette baisse considérable est due à la répression de Napoléon, à la crise économique et aux départs des Allemands partis combattre en Allemagne. Cependant de nouveaux flux d'Allemands ouvriers spécialisés venus des États frontaliers viennent accroître la main-d’œuvre des grands chantiers et de l'industrie. Les départs par Le Havre s'intensifièrent pendant cette période, avec un pic en 1852 (45 806 départs) et 1853 (54 000 départs).
Les communautés allemandes restaient fermées selon leur origine. Les protestants de Hesse habitèrent d'abord dans le 12e arrondissement puis vers Batignolles, la Villette ou Belleville et comportaient une majorité de balayeurs. Les catholiques du Palatinat et de la Bavière rhénane se concentraient autour de la barrière de Fontainebleau, puis, à la suite des rénovations de Haussmann, ils habitèrent dans les communes de Gentilly, Ivry et Montrouge et travaillaient surtout dans les fortifications et carrières.

##### Répression de l'opposition
Le Second Empire se caractérise par un fort autoritarisme à l'encontre des mouvements d'opposition. Dans la mesure où les Allemands présents en France étaient pour beaucoup des socialistes et démocrates ayant quitté leur pays, ils furent particulièrement visés par les mesures de Napoléon III. Si celui-ci facilite les expulsions dès le 12 décembre 1851 et supprime les opposants indigents des listes de secours en février 1852, le procès de communistes allemands de 1852 est exemplaire de cette politique d'écrasement des oppositions.

##### Intégration économique
Le Second Empire réinstaura une distinction économique entre les élites et les travailleurs, que la révolution de 1848 avait passagèrement supprimée au profit d'une opposition entre l'union nationale - marquée par le droit de vote - et ceux qui en sont exclus. L'appartenance à la nationalité française n'était donc plus un critère déterminant pour l'essor économique. De grandes familles allemandes purent donc développer leurs exploitations pendant cette période. Il est ainsi possible d'évoquer les frères Schiller, originaires de Saxe, Gumbert Jonas Kugelmann, imprimeur, ou Jacob Worms, typographe, dans le domaine de la presse française. Une communauté allemande se construit ainsi sur le Faubourg-Montmartre dans le domaine de l'imprimerie. Les frères Mumm, déjà propriétaires importants de la vallée du Rhin, eurent un rôle prépondérant dans le domaine du négoce du vin de Champagne.

#### Début des années 1870

##### La guerre franco-prussienne
L'émigration allemande connut un frein après le déclenchement de la guerre franco-prussienne, principalement en raison d'un retour de la germanophobie plus ou moins marqué, voyant les sujets prussiens ou germanophones de manière générale comme des espions potentiels. Des boutiques furent mises à sac, des Allemands frappés et des journaux, notamment Le Figaro, Le Constitutionnel ou Opinion nationale, attisaient ce climat xénophobe. Ils étaient ainsi 70 000 le 19 juillet 1870, lors de la déclaration de guerre. Napoléon III s'est cependant refusé à expulser les Allemands présents à Paris. Au début de la guerre, seuls ceux fournissant des motifs des plaintes étaient susceptibles d'être expulsés. En revanche, seuls les Allemands ayant dépassé l'âge du service militaire pouvaient quitter le pays - afin qu'ils n'aillent pas gonfler les rangs de l'armée ennemie. Vers la fin de la guerre, le 4 août, un décret du préfet de police de Paris ordonne à tous les Allemands de demander un permis de séjour ; le 6, le passeport est réintroduit. La majorité des Allemands sont enfin expulsés de Paris à la mi-août (tolérant cependant encore ceux présents depuis longtemps), et le 28 août ils le sont tous. Ce décret est répété le 5 septembre après la défaite de Napoléon. Ils sont donc 40 000 à devoir chercher un passeport en quelques jours, l'administration donnant billets de trains et subsides pour le voyage.
5 000 Allemands restèrent malgré tout, dans la clandestinité, soit qu'ils n'aient pas de lieu où aller, soit qu'ils ne puissent être accueillis non plus en Allemagne, soit qu'ils soient suffisamment intégrés et que la population parisienne ne les perçoivent plus comme des étrangers, mais comme des Parisiens. Les plupart des domestiques allemandes de Paris purent aussi rester, grâce à la protection de la famille les employant. Pour beaucoup, leur situation était très précaires : victimes de la germanophobie de la population et victimes de l'irrégularité de leur statut, ils étaient sujets à une violence administrative et populaire. Nombre d'entre eux furent arrêtés, on compte ainsi 52 Bavaroises sans papiers à la prison Saint-Lazare en février 1871.
Il y eut par ailleurs 82 naturalisations et 179 admissions à domiciles d'Allemands de janvier 1870 à mai 1871. Pour leur majorité déjà présents à Paris depuis longtemps et assez âgés, ils bénéficient du décret du 26 octobre qui facilite la naturalisation des étrangers ayant pris part à la défense nationale. Cette procédure leur permet d'échapper à l'arbitraire et à la précarité du statut d'étranger. 26 avaient appartenu à la Garde nationale, trois à la légion étrangère.

##### Germanophobie
Du fait du siège de Paris et du risque de perdre l'Alsace et la Lorraine, la germanophobie restait forte en France même après l'armistice. Un policier français présumé d'être un espion allemand fut noyé par la foule dans le canal Saint-Martin le 26 février 1871. Une Ligue anti-prussienne fut créée, elle faisait pression pour le départ des Allemands, notamment par l'envoi de lettres anonymes. Les autorités consulaires ne pouvant plus garantir la sécurité des ressortissants allemands organisèrent des départs vers l'Allemagne. Plus de 70 personnes quittaient Paris en train chaque jour.

##### La Commune
Des Allemands prirent part à la Commune de Paris. Si leur chiffre exact est inconnu, la participation de plus d'une cinquantaine d'entre eux est avérée. Ils sont certainement beaucoup plus à avoir participé et à s'être cachés après la répression ou à avoir été enterrés dans les fosses communes avec les communards assassinés. Beaucoup des révolutionnaires connus étaient déjà intégrés dans les sociabilités militaires françaises et avaient combattu pour la France dans la guerre de 1870. Si beaucoup n'eurent pas de fonctions importantes, Isidore Pohl était secrétaire du commissaire de police du quartier de Sainte-Marguerite, un autre fut concierge principal du ministère des Finances.
Lors des jugements des insurgés de la Commune, plusieurs furent accusés d'avoir été des espions au service de la Prusse. Enfin, ils ne purent bénéficier des grâces, toutes leur demandes furent rejetées du fait de leur nationalité étrangère.

##### Les Alsaciens et les Mosellans après la guerre
Le traité de Francfort signé après la guerre entre la France et l'Allemagne considère officiellement les Alsaciens et les Lorrains comme des Allemands. Ils eurent alors le choix d'opter pour l'une ou l'autre des deux nationalités. 125 000 personnes (sur le million et demie de concernés) décide de partir en France pour conserver la nationalité française. 6 000 d'entre eux rejoignent l'Algérie. Dans les deux cas, rester chez soi mais devenir Allemand, rester Français mais partir de chez soi, cette période fut vécue comme un arrachement et ces personnes étaient considérées comme des exilés dans un cas comme dans l'autre. Ceux ayant fait le choix de rester Français et de partir furent en outre victime de germanophobie par la suite.

### La Troisième République

#### Avant la Première Guerre mondiale (1871 - 1914)

##### Flux
La population allemande, après avoir considérablement diminuée du fait des évènements politiques de 1870 et 1871, recommença à augmenter avec la pacification sociale de la Troisième République. Ils sont à nouveau 89 700 en 1901 et près de 100 000 à la veille de la guerre. Il y avait aussi 15 000 Autrichiens à ce moment.

##### Germanophobie

###### L'espion allemand
L'accroissement des tensions entre la France et l'Allemagne à la fin du siècle voit la réémergence de la germanophobie. Celle-ci se structure désormais autour du mythe de l'espion allemand, construit à travers les journaux de faits divers. Elle se traduit notamment par la loi de 1886 contre l'espionnage. Le vote de cette loi suscita des violences populaires, comme à Lille ou la foule s'en prit aux musiciens allemands de la Brasserie universelle, accusant le chef d'orchestre d'espionnage. L'affaire Schnaebelé, ravive les tensions l'année suivante. Pendant celle-ci une manifestation eut lieu contre une représentation de Lohengrin. Ces violences initialement orientées contre certains Allemands jugés suspects se tournent dès lors indifféremment contre tout ce qui relève de l'Allemagne. Par ailleurs, les Allemands subissent comme tous les autres étrangers les restrictions en terme de droits que vote le Parlement français pendant les années 1880 et 1890.

###### Les préparatifs de la guerre
L'approche de la guerre ravive la germanophobie. Léon Daudet réactive le mythe de l'Allemand espion dans L'Action française notamment en accusant la firme - pourtant Suisse allemande - Maggi Kub d'être un vaste réseau d'espionnage préparant l'invasion de la France. À la suite de ces accusations, lors de la déclaration de guerre, des mouvement de foule mirent à sac les locaux de Maggi Kub. Outre L'Action française, il est possible de citer le journal L’Œuvre qui après un article accusant les Allemands de « fonder des sociétés anonymes françaises pour nous inonder plus facilement de leur camelote » fut condamnée à une amende de 100 francs. Le journal publie cependant en juin 1913 sa plaidoirie. Celle-ci concentre un ensemble d'arguments hétéroclites visant à construire le mythe d'une présence militaire allemande en France. Des entreprises allemandes ayant des concessions forestières en Allemagne permettraient de faciliter des atterrissages aériens, les toiles des dirigeables et la poudre française sont créés en Allemagne ce qui les rendraient susceptibles d'être sabotés, c'est une entreprise allemande qui gère les carcasses de Paris avec une usine non loin de la capitale qu'il suffirait de faire exploser pour faire infester la ville - l'usine est par ailleurs fermée par le préfet peu après pour des mesures d'hygiène -, la Société Télégraphique servirait de paravents à une entreprise germanique, etc.
Ces articles de presses, après la loi Delbrück qui incite les Allemands à l'étranger à prendre la double nationalité, accusent ensuite les naturalisés d'origine allemande d'être des « Prussiens masqués » qui prennent une nationalité française de façade pour mieux envahir la France. Après le début de la guerre, une commission créée le 7 avril 1915 organisa ainsi des déchéances de nationalités - mais elles ne concernèrent guère que des naturalisés retournés en Allemagne.

#### La Première Guerre mondiale

##### Germanophobie
L'Allemagne et les Allemands sont sujets à un rejet massif à partir du début de la guerre. La station de métro Berlin est renommée Lièges après le bombardement de cette ville, la rue d'Allemagne est rebaptisée rue Jean Jaurès. Des biens privés d'étrangers allemands furent saccagés.
Cette germanophobie toucha aussi le domaine de la musique. Si certains auteurs germanophones plus anciens - donc considérés comme n'étant pas compromis avec l'ennemi actuel -, comme Mozart ou Beethoven étaient encore joués, Wagner, Strauss ou Schönberg étaient complètement abandonnés. Des musiciens fondèrent même une Ligue pour la Défense de la musique française, ses statuts excluaient toute personne d'origine austro-allemande, même naturalisée.

##### Soldats allemands
La Première Guerre mondiale voit l'arrivée sur le territoire français d'un grand nombre de soldats allemands qui occupent le Nord-Est du territoire. En août 1914, ils sont 1,5 million en France et en Belgique. En 1918, ils sont 3,6 Millions sur les différents territoires envahis en France et en Belgique.

##### Ressortissants allemands
Les ressortissants allemands subirent des mesures discriminatoires immédiatement après la déclaration de guerre. Le gouvernement de la Troisième République attribue encore la défaite de Napoléon III au manque de fermeté du gouvernement contre les ressortissants des pays ennemis, expulsés pendant le dernier mois de la guerre. Dès le 2 août, un décret interdit aux ressortissants des pays étrangers d'approcher la zone de guerre. Ils doivent par ailleurs se faire recenser. Le 15 septembre une circulaire organise l'internement des étrangers ressortissants des pays ennemis. Le 1er octobre cet internement est étendu aux femmes, vieillards et enfants. S'ils sont 60 000 internés en 1914, ils ne sont plus que 20 000 à la fin de la guerre, la majorité des familles, des femmes et des enfants ayant été relâchés. Les Allemands sont ainsi assujettis au travail. Pour beaucoup, cet internement est d'abord un soulagement, il les protège des violences populaires dont ils sont victimes depuis le début de la guerre. Cependant, à partir de 1915, la gestion des camps se militarise et devient de plus en plus répressive.
La fin de la Première guerre mondiale signe néanmoins le retour des départements Alsaciens-Lorrains à la France, les laissant marqués par cette cinquantaine d'années sous la tutelle allemande, dépeuplés, mais héritant cependant de certains avantages administratifs.

#### Flux de réfugiés (1933 - 1939)

##### Flux
L'arrivée de Hitler au pouvoir suscite l'émigration d'une frange importante de la population allemande. Le régime encourage fortement le départ de ces populations et ce jusqu'au mois d'octobre 1941. Sur 523 000 juifs allemands, environ 282 000 émigrèrent vers les pays frontaliers, dont la France avec 25 à 30 000 personnes dès le mois d'avril 1933. Ce chiffre qui est celui de la fin de l'année 1933 ne varia ensuite plus, car l'organisation des flux par la SDN permis de les répartir et d'éviter une trop forte concentration en France. Il convient d'y ajouter également 7 000 allemands qui transitèrent par la France dans le seul but de traverser l'Atlantique.
Les mesures prises par Hitler contre les communistes après l'incendie du Reichstag le 27 février 1933 est une première raison de départ. La majorité des communistes fuient vers la France - au contraire des sociaux-démocrates qui privilégient l'Angleterre ou la Tchécoslovaquie - grâce aux liens du PCF avec le KPD. Une autre raison expliquant l'émigration est les mesures prises par Hitler contre les intellectuels et artistes (fermeture du Bauhaus, autodafés, déchéances de nationalité, etc). La France est privilégiée par les hommes de lettres - au contraire des scientifiques qui privilégient l'Angleterre et les Amériques, le plus souvent au bénéfice de solidarités professionnelles. C'est ainsi le cas de Bertolt Brecht, qui ne fait que passer par la France, ou Anna Seghers. Enfin, une dernière raison expliquant ces migrations, concerne les populations juives touchées par les lois antisémites. Celle-ci culmine avec les lois de Nuremberg en 1935 et le pogrom du 2 novembre 1938. Un tiers des émigrants d'Allemagne sont venus en France. La majorité des réfugiés sont néanmoins d'origine juive.

##### Statuts

###### Droit international
Face à l'arrivée des réfugiés, la SDN créa à Lausanne le Haut Commissariat pour les réfugiés en provenance d'Allemagne dont la tâche était l'élaboration d'un statut pour les réfugiés allemands. Le 4 juillet 1936 a lieu un arrangement provisoire sur les réfugiés en provenance d'Allemagne. Les différents États signataires ne l'appliquaient cependant qu'avec beaucoup de circonspection. La France reconnut 6 522 personnes dans l'année suivante. La conférence d’Évian de 1938, si elle permit de réunir les différents dirigeants, ne proposa aucune solution concrète. Les apatrides venus d'Allemagne - les ex-allemands déchus de leur nationalité par Hitler - n'avaient donc pas de statut international établi.

###### Droit français
Il n'y avait dans le droit français pas de statut spécifique pour ces réfugiés, sauf pour les 2 500 réfugiés originaires de la Sarre qui bénéficiaient du statut Nansen. L’État français a dès lors cherché à construire une définition du réfugié pour organiser la gestion de l'immigration. Considérant qu'à partir de 1933 il n'y avait plus, officiellement, d’antisémitisme en Allemagne, n'étaient considérés comme réfugiés que les Allemands arrivés avant le 21 octobre 1933. Le Front Populaire avança cette date au 1er janvier 1936.
Peu après l'arrivée au pouvoir de Hitler, les visas établis par les consulats français en Allemagne furent réduits à deux mois - au lieu des deux ans réglementaires. La majorité des exilés gagnèrent cependant la France clandestinement. Ils devaient se présenter auprès de la police pour demander une carte d'identité. Celle-ci pouvant être refusée, s'il y eut peu de refoulements au début, beaucoup se virent refoulés hors de France pendant les années 1930. Leur situation étant d'autant plus précaire qu'il n'y avait pas jusqu'en 1936 de statut international du réfugié allemand. Par ailleurs, les réfugiés allemands subirent les vagues de lois et de mesures qui restreignaient les différents métiers qui leur étaient autorisés et leur situation statutaire. Dans la mesure où le quart des réfugiés allemands était composé d'intellectuels, beaucoup se retrouvèrent sans possibilité d'emploi.
La politique de naturalisation française fut par ailleurs particulièrement restrictive. Sur plus de 30 000 naturalisations opérées dans l'année suivant juin 1936, seules 1 515 concernaient des Allemands.

##### Installations

###### Modalités
La majorité des arrivants s'installent à Paris et dans les régions frontalières de l'est de la France. La plupart des émigrés, pourtant intellectuels, subirent un déclassement social et s'orientèrent vers des métiers ouvriers et indépendants. Norbert Elias en est un exemple notable, il dut ouvrir une boutique de jouets en bois à Paris. En 1935, l'obligation d'avoir cinq ans et six mois de résidence dans la même localité pour devenir commerçant empêche la majorité des Allemands d'opter pour cette professions, comme ils sont pour beaucoup arrivés après 1933. De fait, si 1500 licence sont données en 1934, il n'y en a plus que 80 en 1936.

###### Solidarités émigrantes
Dès le 5 juillet une Association des émigrés d'Allemagne en France est créée. Elle ne fut cependant pas fédératrice, les réfugiés préférant les solidarités politiques ou professionnelles. Furent ainsi créées l'Association des médecins dentistes allemands ou l'Union des écrivains allemands. Il y eut aussi des publications, telles que le journal Die Freiheit, mensuel républicain, ou L'Antinazi, hebdomadaire antifasciste de Walter Krell - qui doit cesser ses publications à cause de l'obstruction réalisée par des organisations d'extrême-droite. Das neue Tagebuch, revue interdite par Hitler, est par ailleurs recréée en France à partir du 1er juillet 1933.

###### Engagements politiques
Les réfugiés allemands en France participèrent aux luttes de la gauche française contre la montée de l'extrême droite. La présence de Heinrich Mann, de Brecht, de Seghers et de Döblin est remarquée lors du congrès international pour la défense de la culture en 1935. Par ailleurs, une Université allemande libre est fondée pour accueillir les étudiants réfugiés allemands. Une bibliothèque allemande des livres brûlées fut créée par Willy Münzenberg, avec 20 000 volumes. Sa fréquentation fut pourtant assez réduite.

##### Accueils

###### Germanophobie
L'extrême droite française s'empara assez vite de l'arrivée des populations allemandes en France pour la critiquer. D'importants journaux orientèrent leurs articles xénophobes contre cette population, presque exclusivement, d'autant qu'elle était composée de nombreux Juifs. C'est ainsi le cas de L'Ami du peuple qui insiste sur le danger politique que représentent ces arrivées. La critique des arrivées de masse de l'année 1933 ne sont cependant pas l'apanage de l'extrême droite, même des journaux plus modérés et proches du gouvernement, comme Le Temps, la qualifient d'« invasion ».
Des manifestations populaires viennent donc accueillir négativement ces flux d'arrivées. C'est ainsi qu'en 1935 6 à 7 000 Sarrois opposés au vote de soutien envers Hitler sont accueillis avec le slogan : « Vous avez séduit votre jeunesse, n'essayez pas de séduire la nôtre ! ». La xénophobie se fit de plus en plus ouverte à mesure de l'avancée de la crise économique et de la droite en France et de l'habitude que prenaient la population française à l'égard du Troisième Reich.
Un argument germanophobe fut la concurrence que les étrangers réalisaient contre le travail français. Du fait que beaucoup étaient intellectuels, des manifestations obtinrent l'interdiction d'exercer les métiers de médecins en 1935, d'avocat en 1934 ou des restrictions aux pratiques commerçantes en 1938. Dès 1933 les habitants des départements de l'est où arrivaient massivement les réfugiés firent entendre leur voix contre la concurrence qu'ils réalisaient. En juin 1933 la chambre de commerce de Strasbourg demande aux pouvoirs publiques de protéger le travail français, le conseil municipal de Metz exprime en juillet 1933 le vœu de ne pas voir plus de 5% d'Allemands employés dans les différents secteurs.

###### Solidarité
Il faut cependant souligner que des efforts de solidarité internationale prirent naissance en France, tels que le Secours rouge du parti communiste, le comité Matteoti du parti socialiste ou le Comité national de secours aux réfugiés allemands victimes de l'antisémitisme. La Ligue des droits de l'homme créa une section allemande. De nombreuses associations de soutiens furent par ailleurs créées, comme le Comité des Juifs persécutés de la LICA, le Comité national d'Aide et d'Assistance aux Victimes de l’Antisémitisme en Allemagne du baron Robert de Rotschild et du grand rabbin de France ou le Comité National d'aide aux victimes du Fascisme Hitlérien. Un foyer d'accueil des émigrés allemands est également créé en juillet 1933 par la section franco-allemande de l'Entraide européenne.

### Seconde Guerre mondiale

#### Précédents
Dès novembre 1938 avec la fin du Front Populaire et le retour de Daladier au pouvoir, la politique gouvernementale se fit plus restrictive. Le décret-loi du 12 novembre 1938 prévoit que tous les étrangers dits « indésirables » puissent être internés. Ce décret a permis l'arrestation de nombreux réfugiés politiques lors de la visite de Ribbentrop à Paris en décembre 1938. Le 12 avril, un décret statue que tous les réfugiés doivent pouvoir s'engager dans l'armée en cas de guerre, sous peine de perdre leur statut, c'est le début des CTE.

#### La guerre

##### Population civiles allemandes

###### Mesures de rétorsion
Le décret du 1er septembre 1939 permet l'internement de tous les étrangers issus des territoires avec lesquels la France est en guerre. C'est ainsi que beaucoup de réfugiés allemands furent arrêtés, 20 000 personnes furent concernées. D'abord internés dans le camp de Rieucros pour les femme et du Vernet pour les hommes, les camps se multiplient et sont déplacés en zone sud du fait de l'avancée allemande. Les principaux camps sont alors Les Milles, Saint-Cyprien, Les Garrigues ou le camp de Gurs.
La politique collaborationniste fit que de nombreux allemands internés furent livrés au régime qu'ils avaient fuis. C'est ainsi le cas des députés communistes Franz Dahlem, Heiner Rau ou Siegfried Rädel ou sociaux-démocrates Rudolf Breitscheid, Rudolf Hilferding ou Johanna Kirchner. Ce fut aussi le cas des Juifs allemands arrêtés lors des rafles. La première grande rafle de zone occupée, en 1941, arrête 350 émigrés allemands. Le premier convoi part pour Auschwitz le 27 mars 1942.
Par ailleurs, 468 Allemands présents en France perdirent leur nationalité en vertu de la loi du 22 juillet 1940, ce qui représente 3,1 % des dénaturalisations opérées par le régime de Vichy. Ce chiffre montre que les populations allemandes en France furent touchées, mais dans une moindre mesure que d'autres nationalités - notamment Polonaises et Roumaines -, car les Allemands représentent 4,1 % des naturalisations depuis 1927. Les Allemands furent pour beaucoup touchés, car une grande part de l'immigration allemande en France était juive et cette loi visait surtout, officieusement, les populations juives et antifascistes.

###### Résistance
Malgré l'occupation de la France par l'Allemagne, de nombreux allemands résistèrent en France au côté des Français, notamment au sein du Travail Allemand créé à Marseille en janvier 1943. Cette résistance allemande fut permise grâce aux réseaux de solidarités créés dans les camps d'internement et dans les GTE. Le premier maquis de la zone Gard-Lozère fut par ailleurs créé par des résistants allemands échappés des 805e et 321e GTE. Il constitua ensuite la Brigade Montaigne, rassemblée autour d'Otto Kühne. C'est par ailleurs un résistant allemand, Norbert Beisäcker, qui a porté le drapeau français lors du défilé de la libération à Nîmes.

#### Les prisonniers de guerre
A l'issue de la guerre, la France eut dans ses camps un grand nombre de prisonniers de guerre allemands. S'ils ne sont que 100 000 le 1er janvier 1945, ils sont déjà 825 000 le 15 décembre 1945, à leur pic. Cette hausse est due à la concentration des prisonniers alliés entre les mains de la France qui souhaitaient les conserver sur son territoire afin de pouvoir les mettre au travail pour la remise en marche du pays. En avril 1947, moins de la moitié (45 %) des 418 000 prisonniers furent employés dans l'agriculture. Les autres secteurs importants étaient les houillères et tourbières (12,28 %) et la reconstruction (13 %). Le gouvernement souhaitait les conserver aussi longtemps que possible. Mais la pression internationale, et notamment l'injonction du gouvernement américain à voir ces prisonniers quitter la France au plus vite, donnée le 3 décembre 1946, pousse la France à promettre de les libérer à l'horizon 1948. Les libérations s'intensifièrent donc, si seulement 25 172 soldats furent libérés en 1945, ils sont 254 056 à l'être en 1948. Chaque prisonnier de guerre avait le choix entre le retour au pays d'origine et le fait de rester en France. Près d'un huitième des allemands firent le choix de la France et furent employés comme travailleurs libres. Ces choix s'expliquent par le fait qu'ils avaient pour un grand nombre déjà un emploi, souvent stable, en France, grâce leur mise au travail.

## Après guerre
Les relations Franco-Allemandes s'améliorent considérablement dans les années 1950 avec la mise en place de la Communauté européenne du charbon et de l'acier. Cela contribue à normaliser les passages de frontière pour les deux peuples.
Le nombre d'allemands en France s'élève ainsi à 43 700 en 1968. Il reste encore stable dans les décennies suivantes (43 000 en 1975 et 44 000 en 1982) mais connaît ensuite une hausse progressive à la fin du XXe siècle en s'élevant à 53 000 en 1990 et 77 200 en 1999.

## Aujourd'hui
La migration de la population d'Allemagne vers la France a augmenté à partir des années 1990 ; en 2012, on estime à 130 000 le nombre de citoyens allemands vivant en France. Le chiffre semble avoir baissé entre 2017 et 2022, avec un passage à 86 591 Allemands, dont une majorité d'actifs. Les flux sont encore dynamiques, avec 7 500 entrées d'Allemands en 2022, ce qui représente 2,3 % de l'immigration totale en France.
Les territoires attirant principalement les Allemands sont restés les mêmes qu'au XIXe siècle, soit Paris et les zones frontalières en tête. Paris attire avec une forte concentration d'entreprises germaniques et un grand choix d'étude pour les jeunes, permettant à l'Île-de-France d'estimer son nombre de citoyens allemands à 17 000. En effet, l'immigration allemande est une immigration particulièrement aisée, comme en témoignent des institutions telles que le Goethe Institut ou l'école allemande internationale de Paris.
En dehors des Alsaciens et Lorrains, les Allemands constituent toujours une communauté importante en France. La France étant le troisième pays européen à accueillir le plus d'immigrants allemands, derrière l'Espagne et l'Italie. La France accueillait, en 2019, 155 800 Allemands, contre 197 410 pour l'Espagne.